# Бычков, Роман Максимович
Роман Максимович Бычков (род. 10 февраля 2001, Ярославль) — российский хоккеист, защитник московского «Спартака».

## Биография
Воспитанник ярославского «Локомотива». С сезона 2017/18 играл за команду МХЛ «Локо», также играл за команду НМХЛ «Локо-Юниор». В сезоне 2020/21 выступал за «Буран» Воронеж в ВХЛ. В 2021 году участвовал на молодёжном чемпионате мира. Сезон 2021/22 провёл на правах аренды в хабаровском «Амуре», дебютировал в КХЛ 4 сентября в гостевом матче против «Спартака» (1:3). 9 сентября 2022 года в гостевом матче против «Витязя» (3:4 ОТ) сыграл первый матч за «Локомотив». Также выступал за команду ВХЛ «Молот» Пермь. 31 мая 2024 года подписал двусторонний контракт на два года с московским «Спартаком».